# 適馬 120-400mm 鏡頭

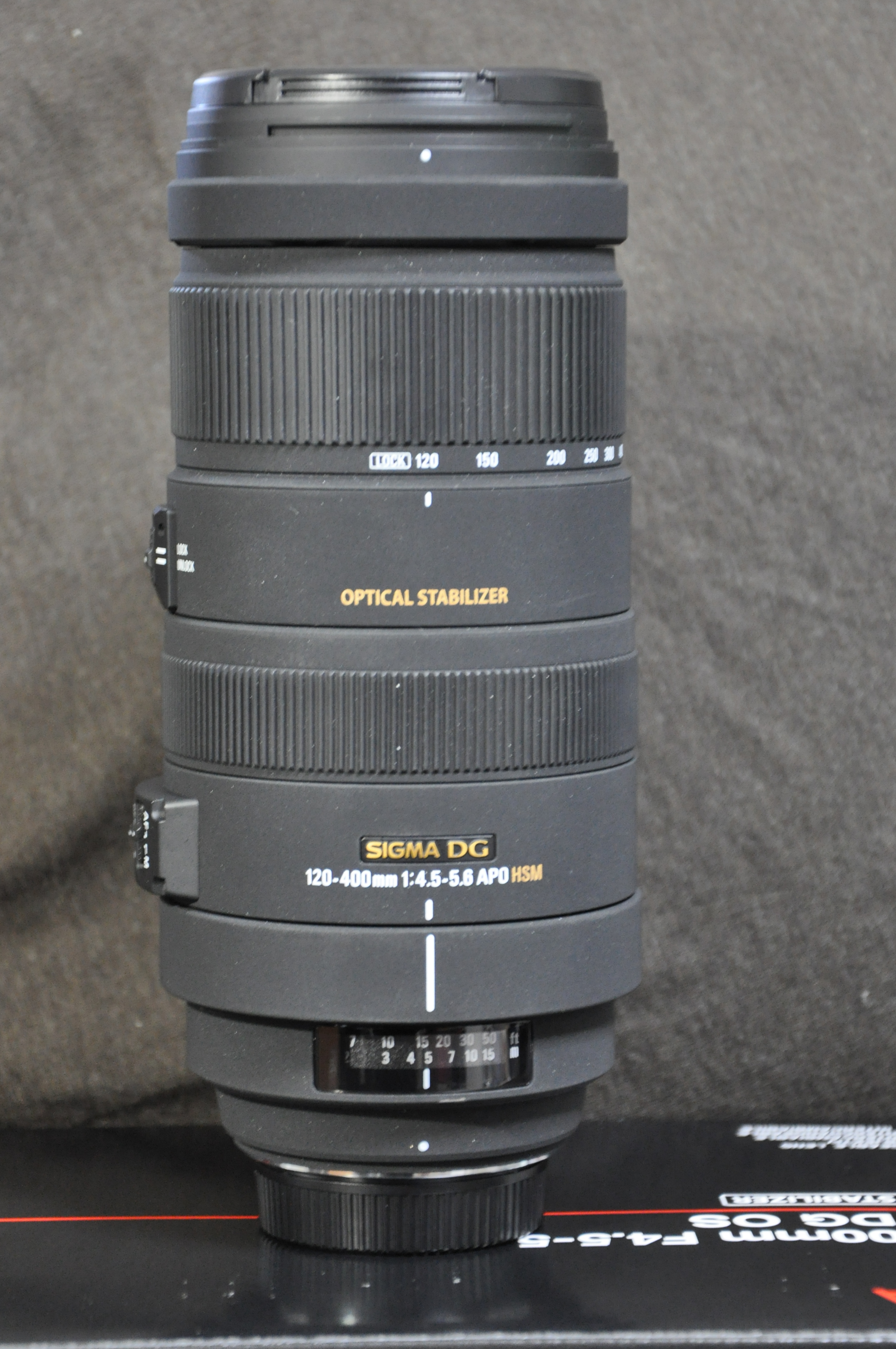
适马 120-400mm 镜头

適馬 120-400mm 鏡頭是一系列由適馬生產的標準變焦鏡頭，为标有“HSM”的镜头，表示含有超声波马达，有以下型號：
- Sigma APO 120-400mm F4.5-5.6 DG OS HSM

當120-400mm鏡頭用於尼康數位單眼相機時，其等效於全幅機身的180-600mm視角（乘以系數1.5）。當鏡頭用於佳能數碼EOS系列的APS-C幅面機身時，其等效於全幅機身上的192-640mm視角（乘以系數1.6）。當用於APS-H幅面機身時，其等效於全幅機身的156-520mm視角（乘以系數1.3）。

## 外部連結
- Sigma APO 120-400mm F4.5-5.6 DG OS HSM